# Nora Fridrichová
Nora Fridrichová (rodným příjmením Nováková, * 13. září 1977 Pardubice) je česká televizní novinářka, reportérka a moderátorka, známá především z pořadu 168 hodin vysílaného Českou televizí v letech 2006–2024.

## Životopis
V roce 1996 odmaturovala na pardubickém gymnáziu, nicméně ještě předtím pracovala jako moderátorka v Radiu Profil (96,9 FM) a v pořadí druhém soukromém pardubickém Rádiu Panag 91.6 FM. Po studiích žurnalistiky na Univerzitě Karlově dále studovala v Londýně na Londýnské univerzitě. Od roku 1998 pracovala v celostátních televizních stanicích, kde byla známa jako výrazná televizní novinářka, reportérka a moderátorka. Začínala v TV Nova. 

### Česká televize
Od roku 2000 do roku 2024 byla pracovnicí České televize. V ČT připravovala pravidelný týdenní publicistický pořad 168 hodin, který byl vysílán na ČT1 každý týden v neděli večer. 8. a 15. února 2008 společně s Václavem Moravcem moderovala Dobré ráno z Prahy, jehož hlavním tématem byly Volby prezidenta České republiky 2008. Byla jednou ze spolumoderátorek pořadu Tah dámou.
Dne 8. března 2015 oznámila v pořadu 168 hodin, že odchází na mateřskou dovolenou. Od příštího vydání pořadu o týden později ji zastoupila Markéta Dobiášová. Na obrazovku se vrátila na počátku podzimního schématu (konkrétně 30. srpna 2015). Na podzim 2019 se účastnila jako soutěžící desáté řady televizní taneční soutěže StarDance, moderátorkou pořadu 168 hodin se po tu dobu stala její kolegyně Kristina Ciroková. Ze soutěže nakonec vypadla jako první.
V roce 2023 ČT kvůli podezření z nevhodného chování k podřízeným odstavila šéfa Reportérů Marka Wollnera, ten následně z televize úplně odešel. Kvůli stejnému podezření interní komise vyšetřovala i Noru Fridrichovou. Podněty na sebe podali Wollner s Fridrichovou navzájem. Fridrichová se v oficiálním e-mailu dotazovala vedení ČT, co je pravdy na tvrzení Markéty Dobiášové ohledně jejího nařčení Wollnera z nevhodného chování. V e-mailu uváděla, že podobné informace od Dobiášové slyšela už kdysi. Vedení ČT na tento popud spustilo oficiální vyšetřování, což Wollnera vedlo, aby obratem podal totožný podnět na Fridrichovou. Vzájemným udáním už měsíce před tím také předcházely spory ohledně fungování pořadu 168 hodin, které vygradovaly ve vzájemnou averzi a odhalení interních problémů v pracovních týmech obou pořadů. Žádné z nařčení ze sexuálního obtěžování a šikany se Wollnerovi neprokázalo, přesto se s ním televize dohodla na odchodu. Vyšetřování interní komise ČT nakonec neshledalo pochybení ani u Fridrichové, která se dle jeho záběru nedopustila šikany vůči svým podřízeným. Vedení ČT pak oznámilo, že plánuje kroky ke zlepšení plánování a řízení redakce i k posílení redaktorského týmu a dramaturgie.
V červenci 2024 však bylo oznámeno, že po konci letních prázdnin pořad 168 hodin skončí. Pořad se potýkal s kritikou Rady ČT, která opakovaně konstatovala porušování Kodexu ČT. Důvodem měla být i zveřejněná „lascivní” konverzace Fridrichové s Markem Wollnerem. Na mimořádné schůzi rady ČT to sdělil generální ředitel Jan Souček. Obvinil Fridrichovou z poškození dobrého jména televize. Nevysvětlil však, proč ruší celý pořad a nevyměnila se jen moderátorka a byla mu vyčtena osobní angažovanost a proměnlivost v argumentech. Fridrichová měla v České televizi nadále pracovat, dostala nabídku věnovat se sociálním tématům, nakonec byl však její pracovní poměr v ČT ukončen po oboustranné dohodě ke dni 31. srpna 2024.

### Herohero
V březnu 2025 vstoupila na podcastovou platformu Herohero, kde vytváří svůj vlastní publicistický, investigativní obsah pod značkou NORA.

### Soukromí
Jejím bývalým manželem je český televizní novinář Milan Fridrich. Se svým současným (2020) partnerem, sportovním komentátorem ČT Robertem Zárubou, má dcery Dianu (* 2012) a Marianu (* 2015).

## Ocenění
Dne 26. května 2011 jí byla udělena Novinářská křepelka za rok 2010, pro novináře do 33 let, ocenění získala především za „výjimečné moderátorské schopnosti, kompetenci a vtip.“
V roce 2021 byla „za mimořádnou nezdolnost a odvahu, za pomoc potřebným“ oceněna Stříbrnou medailí předsedy Senátu.